# Stary cmentarz żydowski w Gliwicach
Stary cmentarz żydowski w Gliwicach – kirkut znajdujący się przy ul. Na Piasku w Gliwicach; najstarszy zachowany zabytek kultury żydowskiej w tym mieście.

## Założenie
Cmentarz położony jest w centrum miasta, między ul. Na Piasku (wejście), torami kolejowymi i kamienicami przy ul. Okopowej. Zajmuje powierzchnię 0,63 ha.

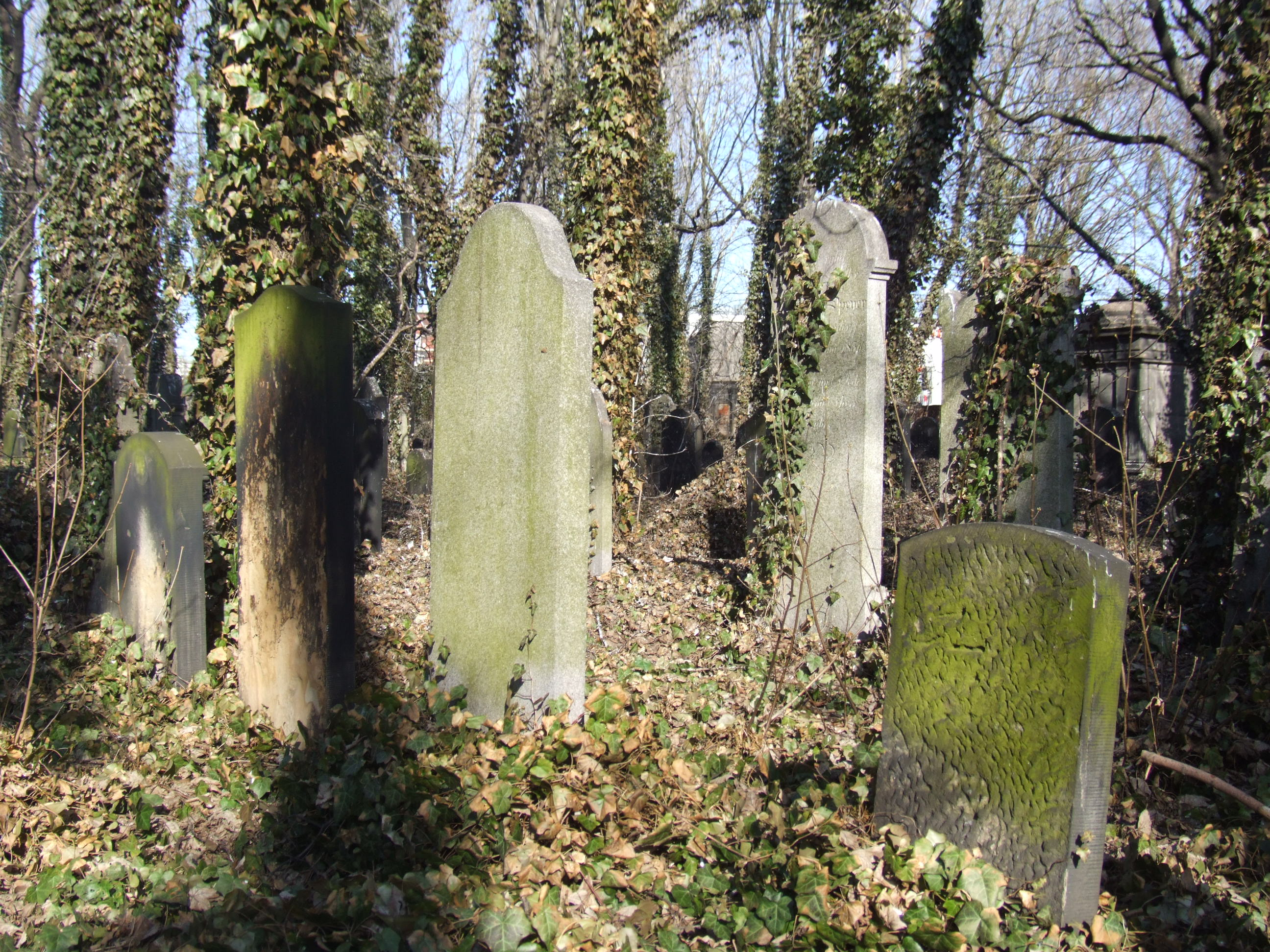
Macewy

Do dziś przetrwało około 500 nagrobków. Ustawiano je w równych rzędach. Dominowały macewy wykonane z szarego piaskowca, zwieńczone trójkątnie lub półkoliście, na których znajdowały się inskrypcje w języku hebrajskim lub niemieckim i hebrajskim. Zdobiono je również starotestamentowymi symbolami. Najstarsze nagrobki posiadają inskrypcje zrobione w rycie wypukłym w języku hebrajskim. Najokazalszym jest grobowiec rodziny Meyerów. Na cmentarzu spoczywają również m.in. członkowie rodzin: Troplowitz, Frankel, Freud i Froehlich. W części dla dzieci pochowano m.in. rodzeństwo Edyty Stein.
Przy głównym wejściu znajdują się ruiny domu przedpogrzebowego.

## Historia

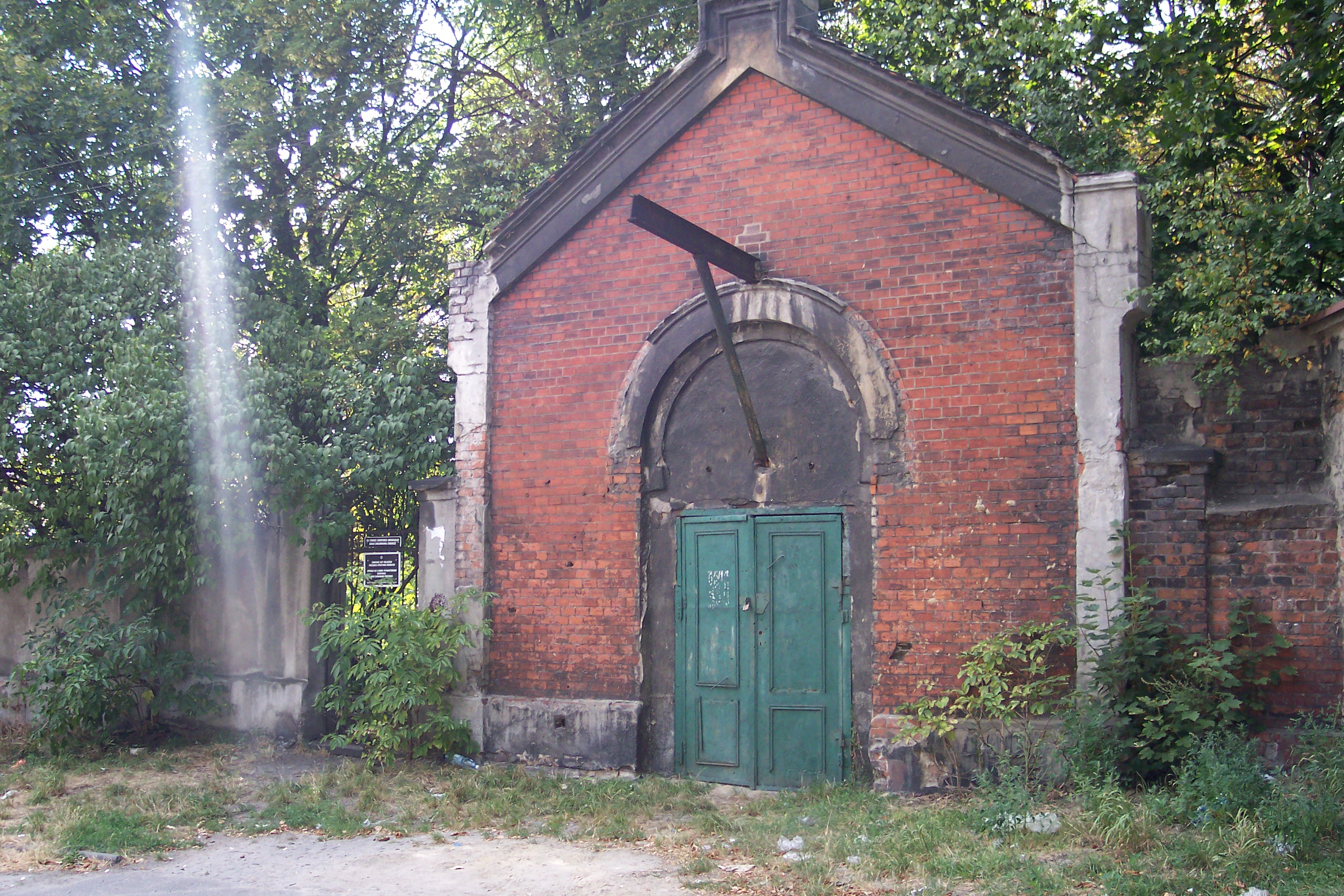
Ruiny dawnego domu przedpogrzebowego (2007)

Cmentarz powstał w 1815 na terenie zakupionym przez gminę żydowską w 1795 r. Początkowo znajdował się na przedmieściu Piasek, poza obszarem zabudowanym. Po uruchomieniu linii kolejowej z Wrocławia do Mysłowic (1845-48) i budowie dworca kolejowego w Gliwicach cmentarz znalazł się w bezpośrednim sąsiedztwie tych dwóch obiektów.
Ostatniego pochówku dokonano w 1937 r., kiedy to pochowano Ernestinę Hahn, nekropolię zaś zamknięto definitywnie w 1953 r. Po 1945 r. nagrobki zrobione z wartościowych kamieni rozkradano i wykorzystywano jako surowiec budowlany. Cmentarz został odebrany gminie żydowskiej w 1956 r., a w latach 70. założono jego likwidację w związku z planowaną budową estakady nad torami kolejowymi w osi ulic Dworcowej i Tarnogórskiej. Do likwidacji ostatecznie nie doszło ze względu na odstąpienie od projektu budowy estakady, a cmentarz pozostał z uwagi na wartość historyczną i artystyczną obiektu.
Po II wojnie światowej w budynku dawnego domu przedpogrzebowego znajdował się warsztat stolarski, a następnie świetlica.
Od 2010 r., z inicjatywy stowarzyszenia na rzecz Dziedzictwa kulturowego w Gliwicach „Pamięć – Zikaron” cmentarz jest okresowo udostępniany dla zwiedzających.